# Vingt-quatre prunelles
Pour plus de détails, voir Fiche technique et Distribution.
Vingt-quatre prunelles ou Les Vingt-quatre prunelles (Nijūshi no hitomi, 二十四の瞳) est un film japonais réalisé par Keisuke Kinoshita, sorti en 1954 au Japon. Cette adaptation d'un roman de Sakae Tsuboi remporta en 1955 le Golden Globe du meilleur film étranger.

## Synopsis
1928. La jeune institutrice Hisako Ōishi est nommée dans un petit village côtier de l'île de Shōdoshima dans la mer intérieure de Seto. Sa modernité et en particulier son habitude de faire à vélo la longue distance qui sépare son domicile de l'école située de l'autre côté de la baie suscitent les médisances des villageois jusqu'au jour où une chute l'oblige à prendre un congé : ses élèves, attristés par son absence, décident de faire à pied le long trajet jusque chez elle. Les retrouvailles sont chargées d'émotion et scellent un très fort attachement entre les élèves et leur maîtresse. Au fil des ans, le destin des uns et des autres diverge. Les garçons enrôlés comme soldats partent à la guerre, les filles n'ont pas toutes la chance de poursuivre leurs études et pendant la période militariste l'institutrice en butte aux pressions de sa hiérarchie finit par renoncer à l'enseignement. Malgré tous ces événements, les liens avec les élèves de sa première classe restent très forts et lorsque après la guerre elle reprend le travail, elle retrouve devant elle certains de leurs enfants.

## Fiche technique

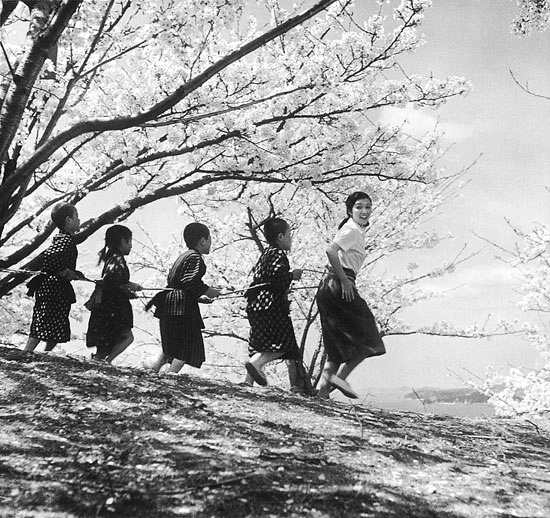
Affiche du film

- Titre : Vingt-quatre prunelles ou Les Vingt-quatre prunelles
- Titre original : Nijūshi no hitomi, 二十四の瞳
- Réalisation : Keisuke Kinoshita
- Scénario : Keisuke Kinoshita d'après un roman de Sakae Tsuboi
- Musique : Chūji Kinoshita, ainsi des chansons pour enfants, dont principalement Nanatsu no ko
- Photographie : Hiroyuki Kusuda
- Société de production : Shōchiku
- Pays d'origine :  Japon
- Langue : japonais
- Format : Noir et blanc - 1,33:1 - Mono
- Genre : Drame
- Durée : 150 minutes
- Dates de sortie : 1954 au Japon ; février 1960 en France

## Distribution
- Hideko Takamine : Hisako Ōishi, l'institutrice
- Chishū Ryū : un collègue instituteur
- Yumeji Tsukioka
- Toshiro Kobayashi

## Appréciation
« Keisuke Kinoshita s'attache à la modestie de la vie et au bonheur de l'instant dans l'équilibre des éléments, dans la paix d'un univers reconnu, et qui ne s'étend point au-delà des limites de l'île...
On ne peut échapper à l'emprise d'une poésie quotidienne où rien ne vulgarise le geste, mais où rien aussi ne le déforme, une poésie de la réalité décantée par le temps, et qui enferme l'essentiel du bonheur et du malheur de l'homme. »

— Pierre Marcabru, Cahiers du cinéma, n°106, avril 1960
Dans le film, les enfants chantent souvent des chansons. Certaines scènes sont très émouvantes, par exemple celle où un bateau s'apprête à partir d'un quai où se trouvent des familles qui font des signes d'adieu en tenant des rubans et en pleurant.
Une nouvelle version a été tournée en couleurs en 1987, réalisée par Yoshitaka Asama.

## Récompenses
- 1954 : Prix Kinema Junpo du meilleur film.
- 1955 : Golden Globe du meilleur film étranger.